# Glenea iligana
Glenea iligana är en skalbaggsart som beskrevs av Aurivillius 1926. Glenea iligana ingår i släktet Glenea och familjen långhorningar.
Artens utbredningsområde är Filippinerna. Inga underarter finns listade i Catalogue of Life.